# Tiahuanaco

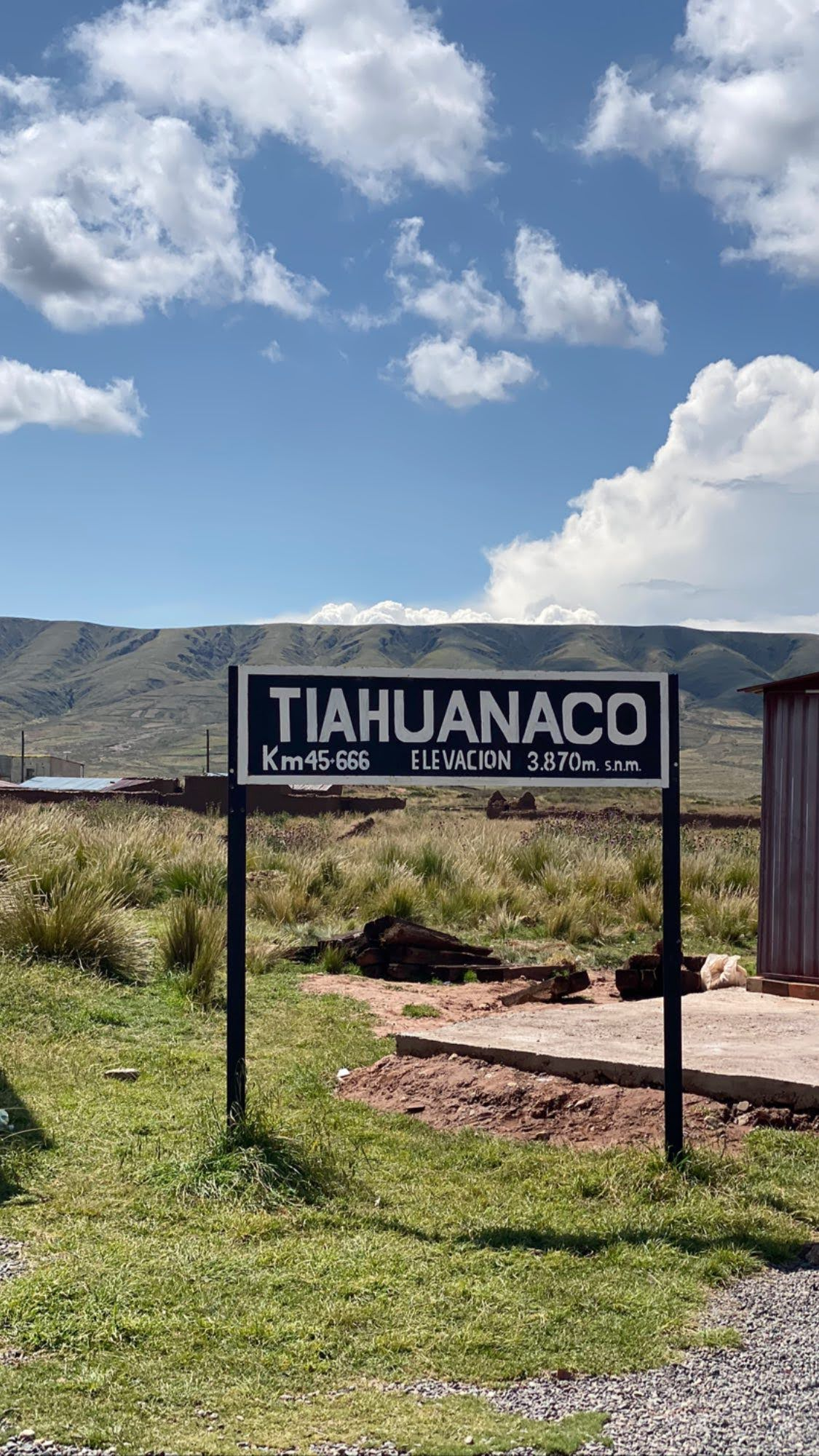
Señal a la entrada a Tiahuanaco

Tiahuanaco o Tiwanaku es una antigua ciudad arqueológica de Bolivia, capital del Estado tiahuanacota, ubicada 21 kilómetros al sureste del lago Titicaca en la región del Altiplano. Administrativamente se encuentra en el municipio homónimo de la provincia de Ingavi en el departamento de La Paz, al oeste del país.
Tiahuanaco fue el centro de la civilización tiahuanacota, una cultura preincaica que basaba su economía en la agricultura, la ganadería y la arquitectura, y que abarcó los territorios de la meseta del Collao, entre el oeste  de Bolivia, suroeste de Perú, el norte de Argentina y el norte de Chile, regiones desde las cuales irradió su influencia tecnológica y religiosa hacia otras civilizaciones contemporáneas a ella.
La ciudad de Tiahuanaco se caracteriza por su arquitectura decorada con relieves y planos incisos colocados sobre estelas; está compuesta por siete construcciones arquitectónicas importantes: Kalasasaya, templete semisubterráneo, pirámide de Akapana, Puerta del Sol, Puma Punku y templete, también grandes pirámides y esculturas.
Testimonio material de una importante cultura preincaica, la cultura Tiahuanaco poseía un puerto en el lago Titicaca aunque ahora se encuentre a 15 km de distancia de él. La magnificencia de su cultura se expresa en su excelente obra cerámica, con los famosos queros (vasos ceremoniales), los huaco-retratos (retrato con relieve de un rostro humano en una vasija), así como los textiles y sobre todo en las construcciones arquitectónicas, muchas de las cuales comportan orientación astronómica.
Esta ciudad, presuntamente alcanzó su construcción entre los años 400 a. C. y colapsó alrededor del año 900 o 1200 d. C. En muchas páginas Web turísticas todavía se publicita el sitio con tales fechas. Más recientemente, una evaluación estadística de fechas de radiocarbono confiables estima que el sitio fue fundado realmente alrededor del año 110 d. C. (50-170, 68 % de probabilidad), una fecha respaldada por la falta de estilos cerámicos de períodos anteriores.
Actualmente es sede de una de las ceremonias más importantes del Año Nuevo Aimara donde además se realizan actos oficiales donde asiste el presidente, vicepresidente del estado y otras autoridades.

## Antecedentes
Se considera que Tiahuanaco es una de las culturas más longevas de América del Sur. Según algunas interpretaciónes, esta tendría 25 siglos de duración desde el 1500 a. C. hasta el año 1000 d. C. En la década de 1970, Carlos Ponce Sanginés propuso que el sitio fue ocupado por primera vez alrededor de 1580 a. C. Desde la década de 1980, los investigadores han reconocido que esta fecha no es fiable, lo que ha llevado al consenso de que el sitio no podía tener más de 200 o 300 años antes de Cristo. De hecho, una evaluación estadística de fechas de radiocarbono confiables estima que el sitio fue fundado realmente alrededor del año 110 d. C. (50-170, 68 % de probabilidad), una fecha respaldada por la falta de estilos cerámicos de períodos anteriores. La civilización empezaría a surgir y a aumentar su población verdaderamente a partir del año 600 d. C. y colapsaría en el año 1000 d. C. La urbe prehispánica de Tiahuanaco fue la capital de un estado andino que comprendía el territorio nombrado como la Meseta del Altiplano. Esta cultura se caracteriza por haber conocido el bronce, lo que le dio una gran ventaja tecnológica y militar con respecto a las otras culturas de América en aquellos tiempos; prueba de ello es que se han encontrado uniones de bronce en sus construcciones, utensilios y armas.
La capital de este imperio es Tiahuanaco; se halla 70 kilómetros al noroeste de la ciudad de La Paz, por carretera, y a una altitud de 3885 m s. n. m. a 15 km del Lago Titicaca. Según Alan L. Kolata, arqueólogo estadounidense que realizó sucesivas excavaciones en este sitio durante los años ochenta y principios de los noventa, alrededor del año 1000, la ciudad tenía una población de 115 000 habitantes, junto con otros 250 000 en los campos circundantes. Para muchos, estas cifras son muy elevadas; se dice que es más probable que la ciudad haya alcanzado en su apogeo una población de veinte o treinta mil personas. Esta cultura extendió sus dominios físicos a 600 000 km², aproximadamente.
Las características de construcción de la capital son únicas y espléndidas, confluyen en ella, arquitectos planificadores, que con un singular dibujo de líneas simples diseñaron fastuosos templos; los ingenieros calcularon las inclinaciones de los muros, y con una excelente técnica urbanística crearon redes superficiales y subterráneas de canales para eliminar las aguas pluviales y servidas.
Los picapedreros cantearon piedras de excelente oficio; los metalurgistas fabricaron planchas para los bajorrelieves iconográficos, logrando cubrir portadas de monumentos con metales áureos, que centelleaban bajo el sol. Los sabios orientaron los templos astronómicamente con una precisión asombrosa. Multitudes de hombres cortaron la piedra en lejanas canteras y luego la transportaron a la gran urbe.
La influencia de Tiahuanaco se advierte en monumentos del sur peruano y norte chileno. El sello de esta cultura también se encuentra en objetos cerámicos o de metal que fabrican las comunidades del norte argentino. Esta cultura, considerada como la más importante del período precolombino en la meseta del Collao, logró no sólo grandes avances en la ciencia y arte, sino que creó una excepcional técnica de cultivo en camellones para las tierras planas y en andenes (o terrazas) para las laderas. Sin lugar a dudas, ejerció una poderosa influencia en otras culturas.

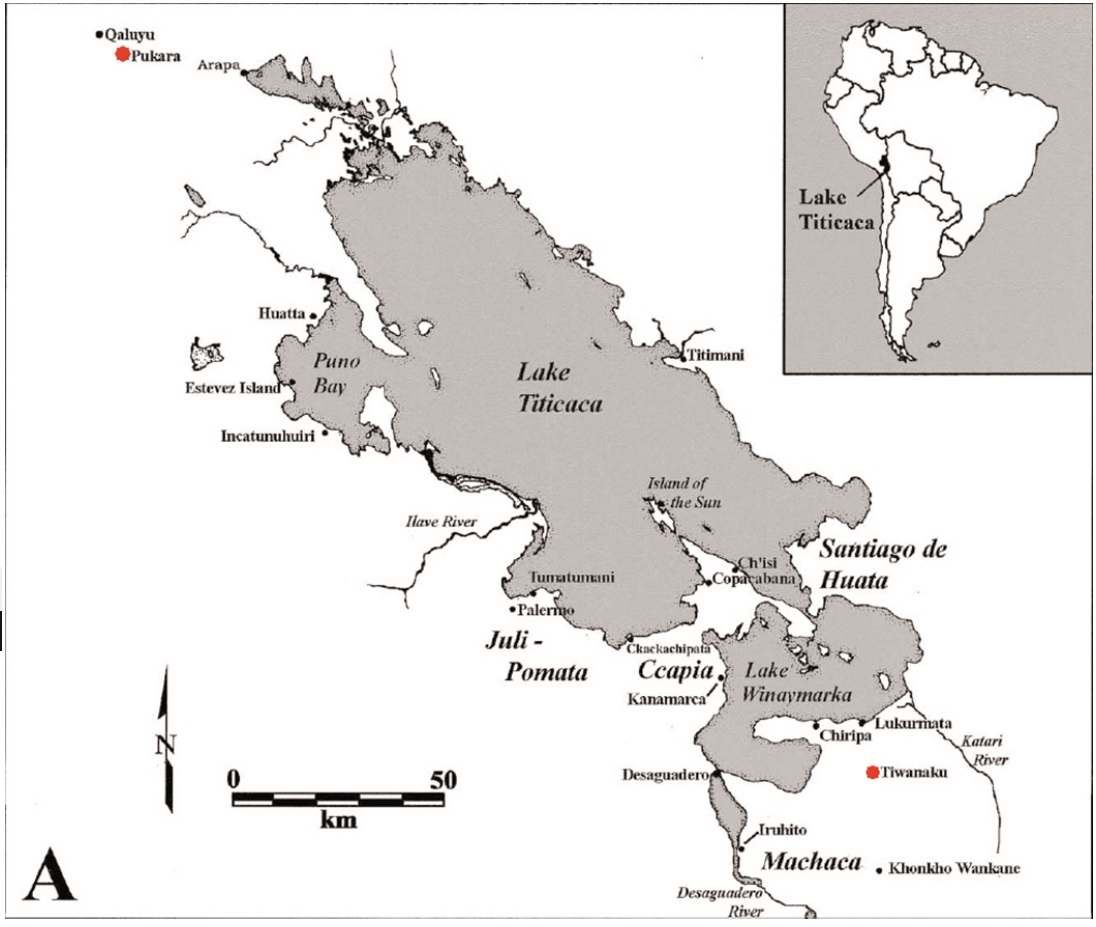
Extensión norte a sur de la Cultura Pukara (550 a. C.) y Tiwanaku (400 a. C.).

La cultura pucará se desarrolló en el sector noroccidental de la cuenca del lago Titicaca, en Puno-Perú, y tuvo como centro al sitio de Pucará de donde justamente deriva el nombre dado a la cultura prehispánica que, según los especialistas de la región (Tantaleán, etc.) tuvo dos fases de desarrollo dentro del período llamado Formativo: Formativo Medio (1400 a 550 a. C.), y Formativo Tardío (550 a. C. a 400 d. C.). Desarrollaron, especialmente en la segunda fase, una escultura y una cerámica vigorosas muy particulares (esta última posee excelente cocción, gran acabado superficial, y bellas formas y decoraciones), sobre todo con propósitos religiosos según se puede notar.
Durante el período conocido como Formativo Tardío, Pucará —formación social de la cuenca norte del Titicaca— produjo una estatuaria lítica cualitativa y cuantitativamente importante. Siempre se ha dicho que cuando los incas llegaron a Tiahuanaco, ya en ruinas para entonces, quedaron maravillados y lo tomaron como un lugar sagrado. Parece que similar cosa ocurrió siglos antes cuando fueron los tiwanakotas los que posiblemente se maravillaron ante Pucará. Por eso, una vez ocupados los asentamientos pucará por gente de Tiwanaku, es probable que los mandatarios de esta formación social hubiesen tomado al sitio de Pucará como un lugar sagrado, y hasta tal vez lo asumieron como su paqarina o lugar de origen, como un imaginario. Copiaron su modelo arquitectónico y lo trasladaron a su capital en el valle de Tiwanaku, en la cuenca Sur. Es posible que en ese momento, las esculturas de Pucará se hubiesen convertido en objetos de gran valor religioso y ritual, siendo su posesión símbolo de poder y prestigio.
Este masivo traslado de esculturas desde la cuenca Norte del lago, hacia la capital estatal de Tiahuanaco, hay que entenderlo –por tanto– como un gran Proyecto de Estado promovido por las élites dirigentes y ejecutado por contingentes humanos dirigidos por los sabios de la época que bien podrían llamarse ingenieros. Hay que añadir, que no solo las esculturas de Pucará fueron objeto de veneración y apetencia durante la época clásica de Tiwanaku. También lo fueron esculturas del Formativo Medio que han sido encontradas entre sus ruinas. El caso más claro y mejor documentado se refiere al llamado “monolito barbado” o estela 15 que en las excavaciones que Bennett practicó en el templete semisubterráneo en 1932, apareció junto al gigante monolito llamado precisamente “Bennett” o estela 10.
La colección que se posee de esculturas pucará en Tiahuanaco, debe proceder de distintos asentamientos de la esfera Pucará, procedente de una época anterior al desarrollo de Tiwanaku. Siglos después Tiwanaku, al parecer, también incorporó en su culto, y para el mantenimiento de su hegemonía, estrategias similares a las de Pucará. Un ejemplo notable de ello serían los llamados “chachapumas”, aparentemente sacerdotes con el rostro cubierto por una máscara felínica que sacrificaban individuos cortándoles la cabeza. Un singular estilo escultórico de esta cultura nos sirve hoy de testigo de aquello.

### Desarrollo estilístico

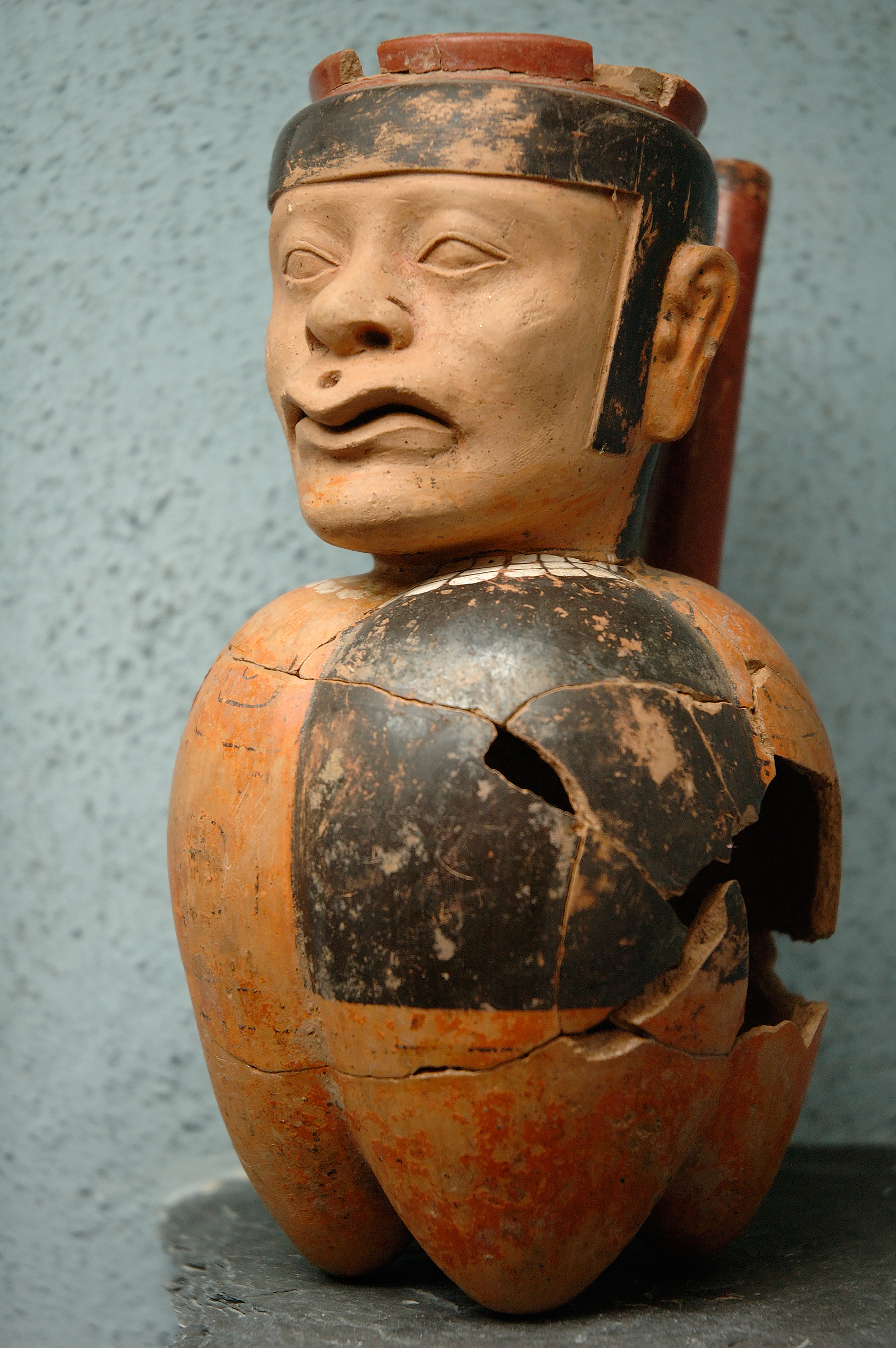
Recipiente antropomorfo, encontrado en Tihuanaco.

Se han establecido hasta el presente, de acuerdo con las excavaciones realizadas por la Dirección Nacional de Arqueología y Antropología de Bolivia, la división de la cultura Tiahuanaco en 3 fases: Aldeano (Épocas I y II; 1500 a. C.-45 d. C.), Urbano (Épocas III y IV; 45 d. C.-700 d. C.) y Expansivo (Época V; 700 d. C.-1200 d. C.).
En el siglo II de nuestra era Tiahuanaco dejó de ser la aldea concentrada de los primeros tiempos para convertirse en la gran urbe ceremonial que tiene dos centros dominantes: el conjunto de Akapana con los edificios que la rodean y el Puma Punku situado al sudoeste de Akapana. Ambos muestran la estructura doble de Tiahuanaco, que evidencian la visión propia de la sociedad andina, división que pervive hasta la llegada de los españoles y aún después. Todas las ciudades andinas, incluyendo Cusco, se dividen en dos; Anan (los de arriba) y Urin (los de abajo).
En el siglo VIII de nuestra era, Tiahuanaco se expande sobre la base de los enclaves preexistentes, tanto en la costa como en los valles mesotermos; así mismo extiende su poderío sobre el altiplano y la sierra. Esta expansión fue posible gracias al dominio del bronce que le permitió una gran superioridad militar. La expansión se evidencia por la difusión de los símbolos y elementos Tiahunacotas, que aparece en la cerámica y los textiles de todo el ámbito conquistado. Esta expansión llega hasta el norte de Chile (San Pedro de Atacama) y muestra relaciones con la cultura de la Aguada de la Argentina, deja su huella en los valles de Cochabamba y avanza por el norte hasta la ciudad de Huari, cerca de Ayacucho; allí modalidades propias. La ciudad de Huari es un foco de expansión tiwanakoide sobre las culturas del norte de Perú. La ciudad propiamente dicha, con sus grandes murallas de piedra cortada, es diferente a Tiahuanaco, con excepción del sitio de "Cheqo Wasi" cuyas cámaras, realizadas con grandes bloques, recuerdan a la urbe del altiplano. Otro tanto puede decirse de los estratos interiores, recientemente excavados, con muros de sillar pulimentado de tipo Tiahunacota.
Las modalidades más conocidas de la cerámica Huari son Robles Moko, con motivos tiahuanacotas, pero de formas globulares, así como los vasos de Pacheco con figuras similares a la puerta del sol.
Después del siglo VIII se establece un gran imperio pan-andino que se expande hacia el Pacífico y hacia el norte a través de Huari, índice sobre las culturas Moche Nazca, y al sur, a través de Tiahunaco, llega hasta el norte de Chile y el norte de Argentina.
En el siglo XII el colapso es inevitable y en la región donde floreció Tiahuanaco aparecen señoríos aimaras, denominados reinos collas.
Existen muchas investigaciones en las que se establecen épocas diferentes de esta cultura. Al ser tan antigua es difícil establecer años exactos. Muchos investigadores tienen en cuenta esta división mientras que muchos no la consideran válida esta hipótesis puesto que Tiahuanaco no presenta patrones diferentes en los relieves o en su arquitectura, con el paso del tiempo.
Según la leyenda aimara, el nombre de Tiahuanaco apareció cuando el Inca Dose Capaca, el "sariri", estando en la ciudad, vio venir a un emisario corriendo. El Inca fue a su encuentro y le dijo "Tiai, wanaku" que traducido es "Siéntate, guanaco" transformándose hasta establecerse como el nombre conocido hasta hoy: Tiahuanaco. Otras variaciones castellanas son Tiahuanaco (la más difundida), Tiahuanacu y Tihuanaco.

## Sociedad
Si bien Tiahuanaco se fundó en el año 1500 a. C. el gran período de construcción y expansión ocurrió a partir del 45 d. C. Esta fase fue creada a través de las unidades de parentesco, que al alcanzar la sociedad un nivel estatal, hizo que el estado se expandiera para crear excedentes que sustenten a la administración y a las élites. 
La capital de Tiahuanaco alojaba a más de 40 000 habitantes, teniendo al menos 4 ciudades pequeñas o pueblos que dependían de ella. Estos pobladores consumían patatas y otros tubérculos como también llamas y alimentos que provenían de menores altitudes. Además de la ganadería como actividad principal, se destaca el uso de alpaca para producir lana de gran calidad en las telas y prendas de vestir y el uso de las llamas como animales de carga, lo que hacía favorecer el contacto con los asentamientos aliados.
La influencia de Tihuanaco se expandió desde el siglo VII, gracias a diversas estrategias como la verticalidad, u organización territorial con base en pisos ecológicos. Tal sistema económico de intercambio de productos y movilización de personas implicó una verticalidad política, el control directo de la actividad agrícola y una economía basada en la producción e intercambio de bienes de prestigio ligados al culto religioso.
La mayoría de la población vivía en casas humildes, la población rural vivía dispersa en los campos mediante casas edificadas sobre montículos, mientras que la aristocracia tenían sus residencias en plataformas de majestuosos edificios. Esta élite gobernante ejercía su poder e influencia mediante alianzas y colonizaciones promoviendo los nexos políticos y creando de Tiahuanaco un sistema imperial, que integró a varios grupos étnicos y lingüísticos haciendo extender su poder en grandes áreas de la zona andina por primera vez. 
Esta sociedad fue una de las culturas andinas más duraderas, llegando hasta el 1100 d. C. aproximadamente. Se estima que las causas del fin de esta civilización fueron una suma de factores. Ante la caída del imperio huari en el siglo X, Tiahuanaco también entró en decadencia, hubo una grave crisis política y social, debido a las malas cosechas realizadas acarreadas por las sequías del lago Titicaca. La subida de nivel del lago Titicaca, haciendo desaparecer las enormes zonas de cultivo trabajadas en las tierras pantanosas, los depósitos salinos que dificultaron la agricultura irrigada que trajeron como consecuencia el abandono simultáneo de la ciudad y las zonas del interior que nunca más se volvieron a ocupar.  En el siglo XII ocurrió una cruenta guerra civil, debido a la cual el colapso fue inevitable y la región del imperio de tiahuanaco queda fragmentada en estados regionales aimaras entre los que se destacan el reino Colla, el reino Lupaca y el reino de Pacajes.

## Arquitectura

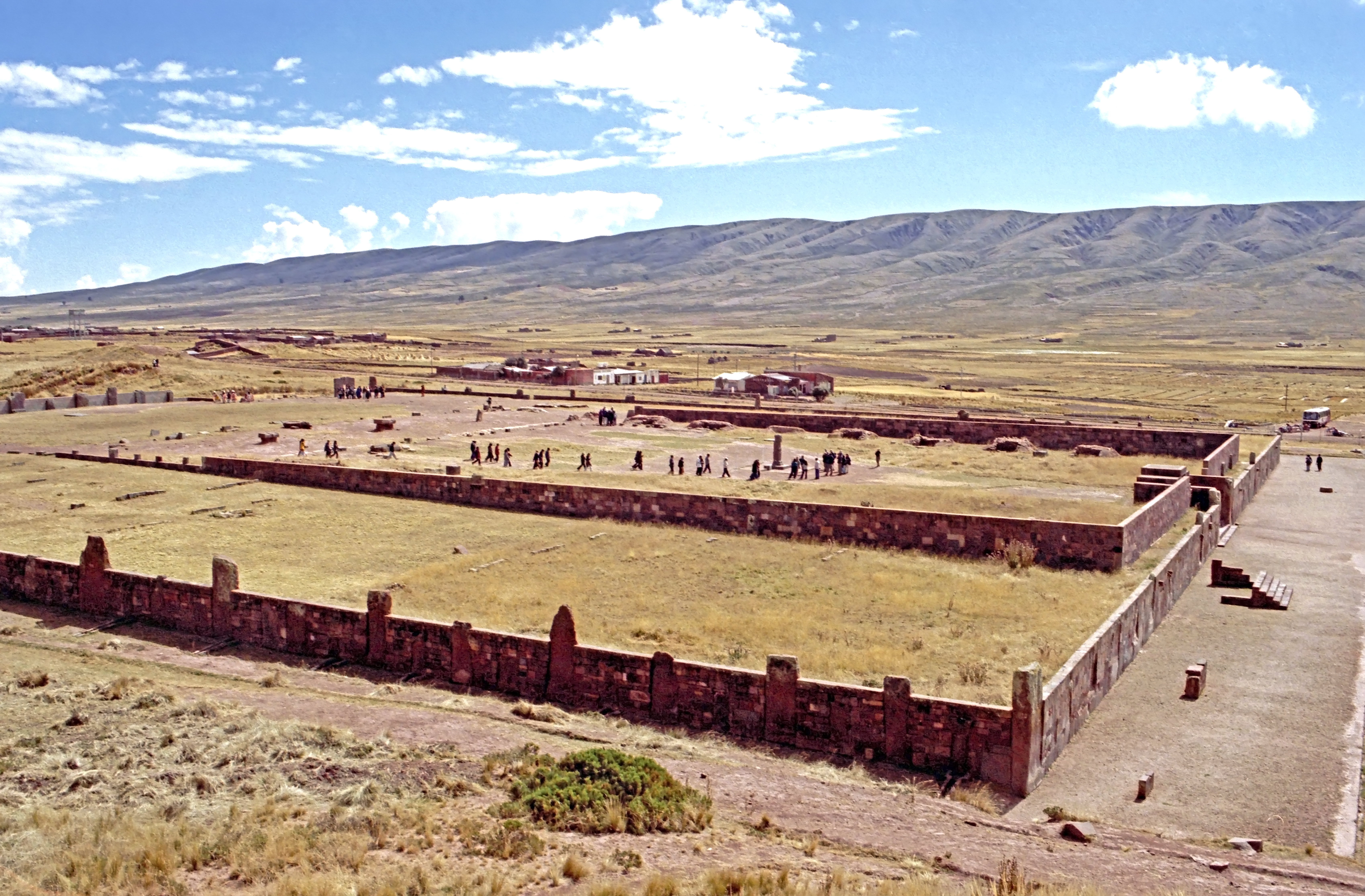
Vista parcial de Tiahuanaco.

Constituye la parte más importante de la cultura tiahuanacota y de su principal urbe. Se extiende por una superficie de 600 hectáreas aproximadamente. En esta ciudad se aprecia la magnificencia de lo que fue su arquitectura; las distintas expresiones artísticas y tecnológicas hablan por sí mismas de su elevado grado de perfección. Los grandes templos tienen el cielo por bóveda, los muros que cierran los espacios sagrados se alzan en "tabla-estacado", los segmentos de sillares se adosan a gigantescos pilares logrados con un solo bloque de piedra. Acudiendo a la construcción de varias terrazas escalonadas se construyen inmensas pirámides. Todos los templos de la urbe fueron orientados astronómicamente.
Destacan impresionantes estructuras: Kalasasaya, Templete Semisubterráneo, Kantatayita, Pirámide de Akapana, Pumapunku, Kerikala, y Putuni. El Museo Regional de Arqueología de Tiwanaku exhibe parte de una importante colección obtenida del mismo sitio, apreciándose hermosas piezas de cerámica, líticas, metálicas, artefactos fabricados en hueso, restos humanos, etc. que fueron rescatados a través de diferentes excavaciones científicas en el área.

### Templo semisubterráneo

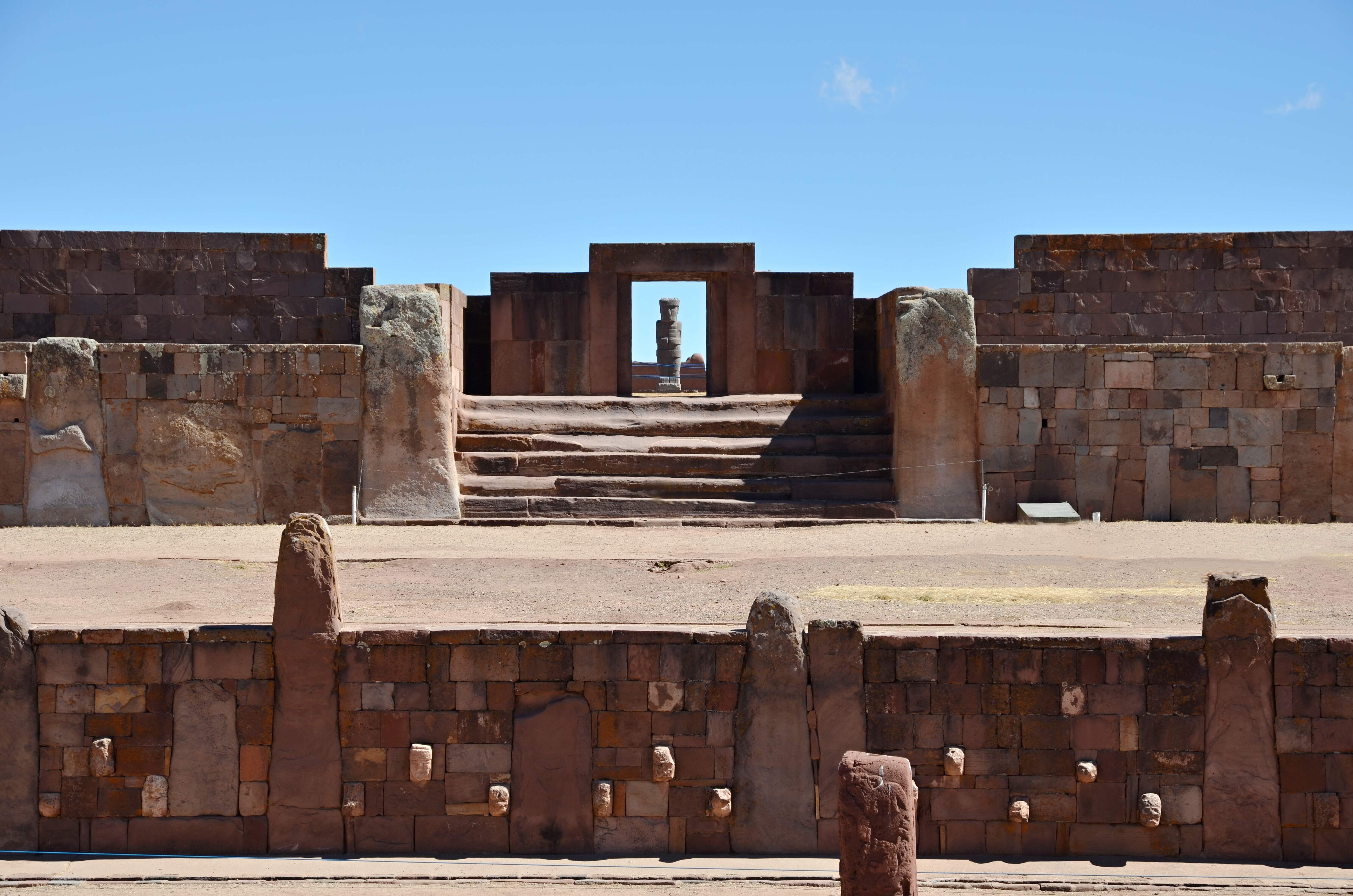
Templete semisubterráneo y al fondo el Templo de Kalasasaya.

Ésta es una de las más acabadas realizaciones arquitectónicas de la época de esplendor de Tiahuanaco. Se halla a más de dos metros por debajo del nivel del área circundante, de planta casi cuadrangular, está conformada por muros con 57 pilares sustentantes de arenisca roja y sillares del mismo material. Estos muros están adornados interiormente por 175 cabezas enclavadas, en su mayoría trabajadas en piedra caliza. Todas las cabezas son diferentes entre sí, mostrando rasgos de diversas etnias.
Se debe destacar, en este templete, el sistema de drenaje, elaborado mediante canales hechos en piedra, con un perfecto declive del 2 % que aún funciona en la actualidad, y que desembocan en un recolector.
Empotrada en el piso del templete se hallaba la mayor pieza antropomorfa, conocida como monolito Pachamama o monolito Benett en honor al arqueólogo estadounidense quien lo describió, luego fue trasladado a la ciudad de La Paz para fijarlo en la plaza que está junto al estadio Hernando Siles. Actualmente ha retornado para ser instalada en un museo construido especialmente para que los turistas puedan apreciarlo. Esta pieza tiene una altura de 7,3 m y un peso aproximado de 20 toneladas.
Contrastando con la perfección del conjunto y detalles del monolito, se encuentra en el Templete "Monolito Barbado" o "KonTiki Wiracocha" (Señor de las Aguas, con barbas, y vestido con una larga saya), esculpido en roca arenisca, halla acompañado de otras dos estelas menores, todas excavadas en el mismo sitio.

### Kantatallita (Canteada Escavacion)
Según Alphons Stübel y Max Uhle, el nombre significa según una nota original: "Lugar y nombre especial en aymará Cantata-allita, su traduccion en castellano Canteada Escavacion". En esta estructura de planta rectangular se encuentra un dintel de arco rebajado —en dura andesita gris— que es una de las piezas más extraordinarias en cuanto a sus detalles de acabado, presentando un friso con depurado trabajo iconográfico. Por sus características, es probable que esta pieza hubiera estado cubierta por planchas metálicas de oro, siendo probable que cuando extrajeron el recubrimiento metálico (consecuencia del declive y abandono como centro religioso), se provocara el deterioro que presenta. Es importante señalar que esta pieza es la prueba del empleo de detalles curvos en la arquitectura de Tiahuanaco. También en este sitio se encuentra una pieza sorprendente, es una "maqueta" de alguno de los edificios de la urbe, hecha por arquitectos tiahuanacota en un enorme bloque de piedra donde se ven reproducidas pequeñas escalerillas y patios diminutos, lo que nos demuestra el altísimo grado tecnológico de esta civilización.

### Pirámide de Akapana

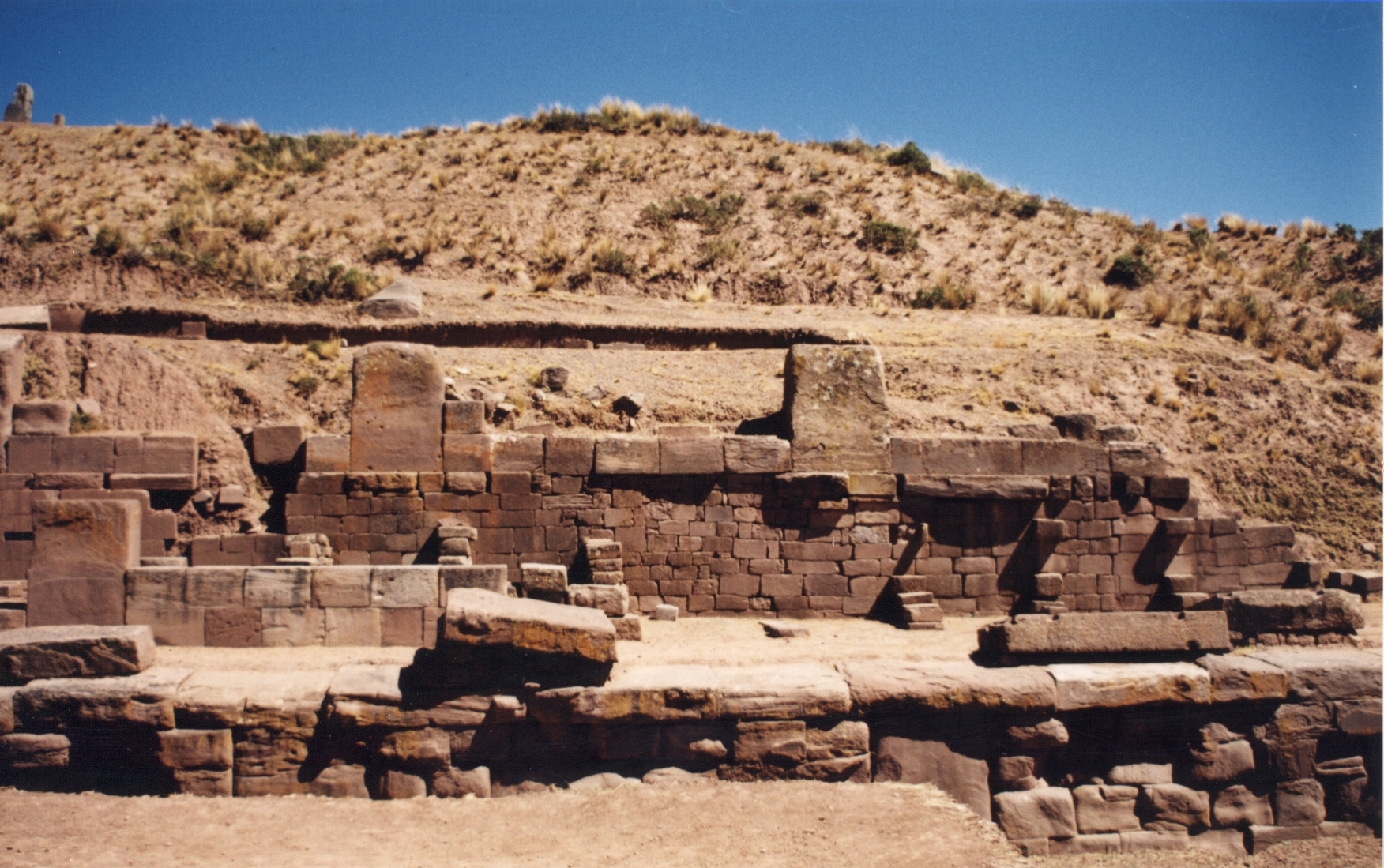
Vestigios de la Pirámide de Akapana.

Akapana es una imponente estructura piramidal, con 800 metros de perímetro, 7 terrazas escalonadas, 18 metros de altura. En su cima, de acuerdo a las crónicas, existían bellas edificaciones. Los muros de sostén de la primera terraza fueron revestidos con piedra almohadillada y los siguientes con sillares de litos canteados en perfecto corte; estas diferencias en cuanto a técnica constructiva, hacen presumir que la obra fue completada en mucho tiempo. En la cima existía un templete semisubterráneo que habría tenido una planta cruciforme escalonada a la manera de una cruz andina.
En el siglo XVIII, el español Oyaldeburo excavó la pirámide, en busca de tesoros, horadándola desde la cima y echando los escombros a los costados.
El acceso principal a este monumento se halla ubicado al oeste, donde existían –sobre pedestales– piezas esculpidas en basalto negro del famoso "hombre puma" denominado también "chachapuma".
Actualmente, la pirámide de Akapana está siendo desenterrada nuevamente, tras haber permanecido olvidada bajo escombros durante siglos.

### Kalasasaya

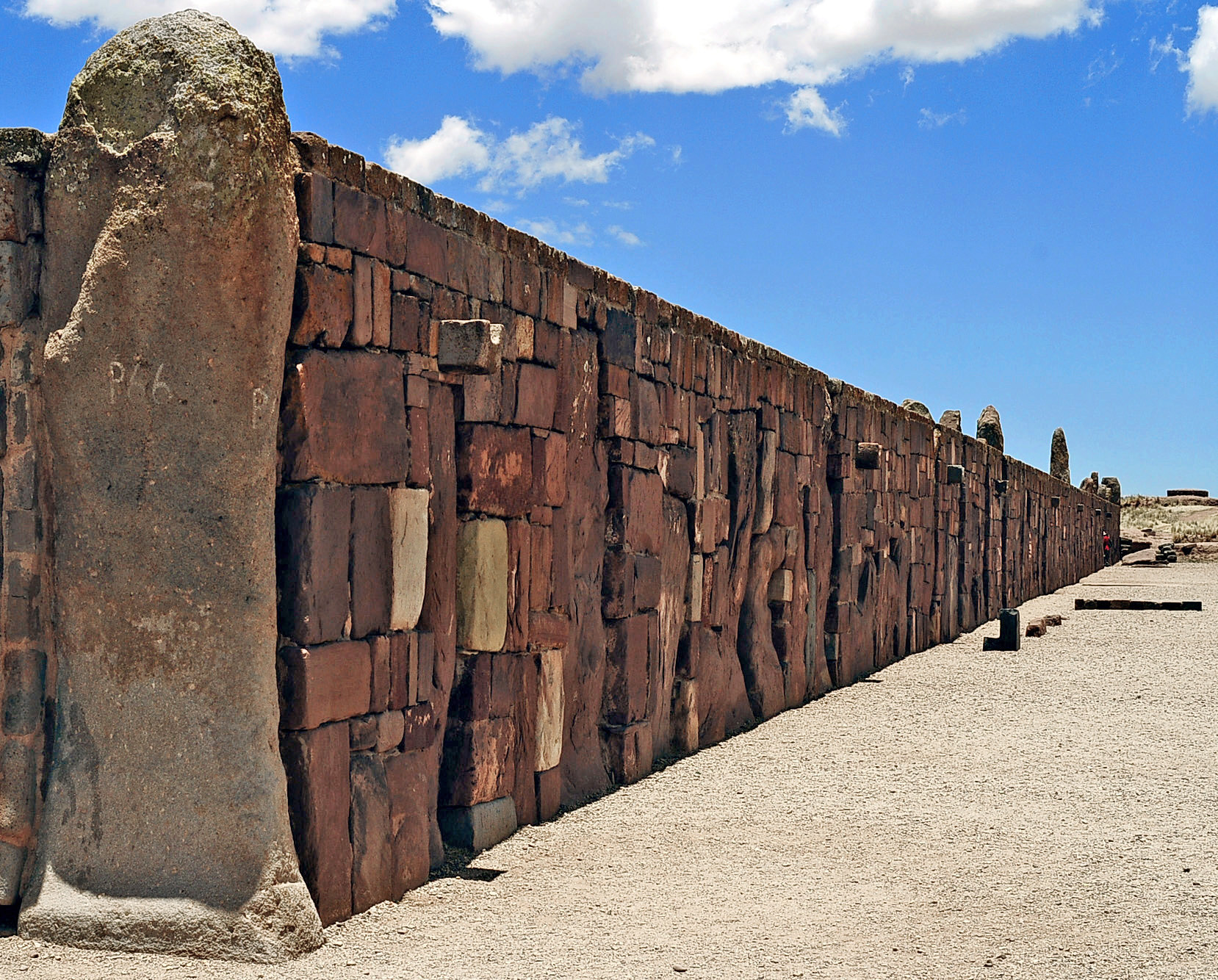
Muro exterior del Templo de Kalasasaya.

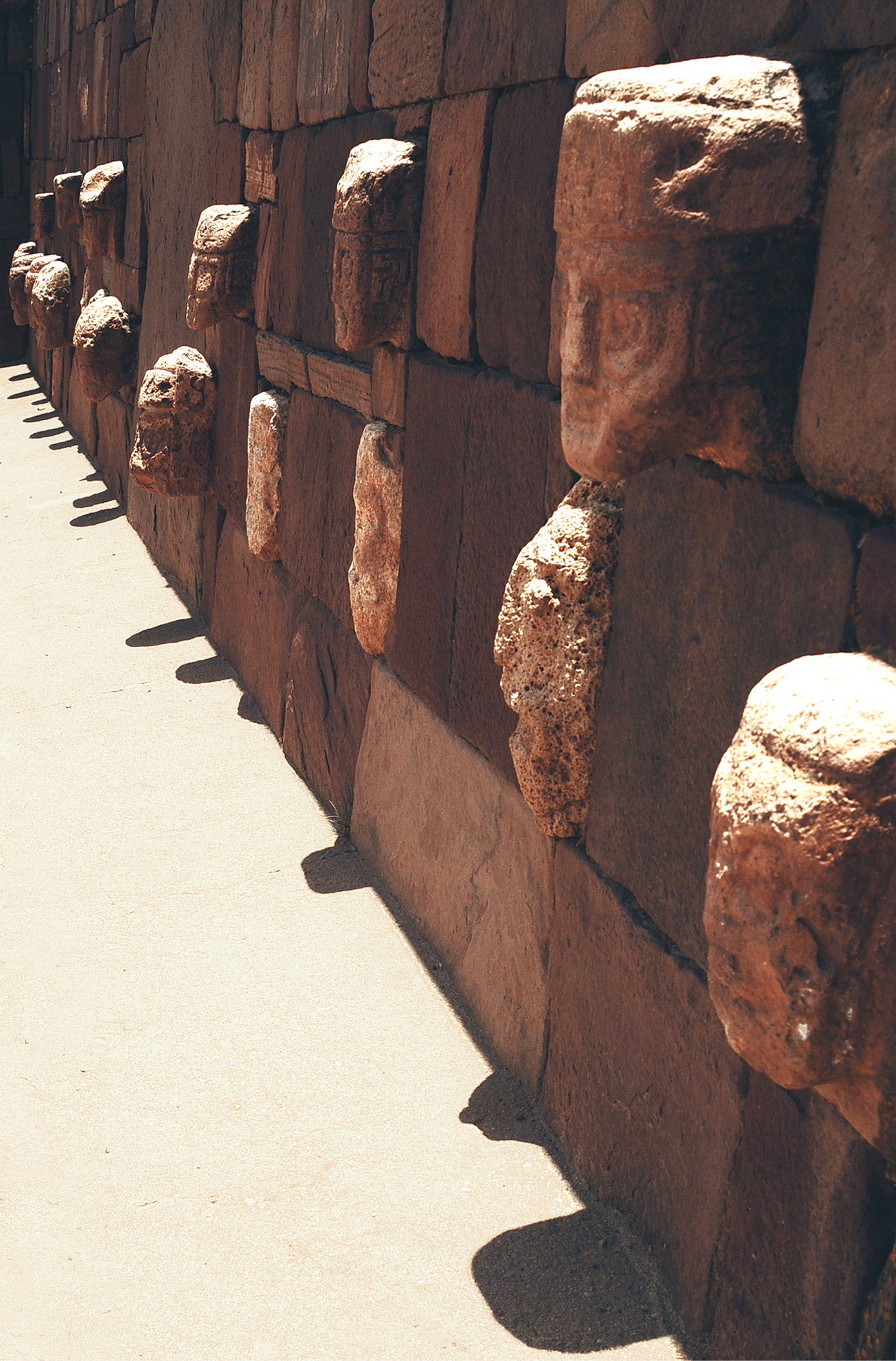
Cabezas en el Templete semisubterráneo.

Todos los templos de la urbe se orientan astronómicamente. Así en Kalasasaya (kala = piedra; saya o sayasta = parado) o Templo de las Piedras Paradas, se verificaban con exactitud los cambios de estaciones y el año solar de 365 días. En ambos equinoccios (otoño: 21 de marzo y primavera: 21 de septiembre) el sol nacía por el centro de la puerta principal de ingreso, a la que se accede por una magnífica escalinata. En el solsticio de invierno (21 de junio) lo hacía en el ángulo murario N.E. y en el solsticio de verano (21 de diciembre) se marcaba por el ascenso en el ángulo murario S.E. Este muro es conocido como "pared balconera" o "chunchukala".
El Templo de las Piedras Paradas cubre aproximadamente dos hectáreas y su estructura está basada en columnas de arenisca y sillares cortados, dispuestos entre estos, sobresalen gárgolas o goteros de desagüe para las aguas de lluvia.
En el interior pueden verse los restos de lo que habrían sido pequeñas habitaciones semisubterráneas dispuestas de manera que se localizaban siete a cada lado del patio. En el recinto existe un muro cuya base es de sillares de arenisca que logra cerrar los sectores este, norte y sur, dejando a ambos costados una especie de atrio que separa el recinto central o "ceremonial". En este segundo muro, hacia el lado norte, se observan dos bloques en los que, en su tercio superior, se practicó un orificio que imita, a escala, un aparato auditivo humano, y mediante el cual se pueden escuchar ruidos o conversaciones que se producen en sitios alejados. Estos "amplificadores de sonidos" nos permiten deducir que en el mundo precolombino se conocía y aplicaba la acústica.
En la pared del templo existe un "oído-ritual" basado probablemente en festividades religiosas, muy similares al existente en el Dolmen de Alberite, Cádiz, de 7000 años AP
En Kalasasaya existen tres importantes esculturas: la Estela Ocho (Ponce), el monolito El Fraile y la Puerta del Sol. En el monolito Ponce se aprecian finos grabados iconográficos como hombres alados, peces, cabezas de puma o de camélidos, cóndores, águilas, símbolos escalonados; en el más puro arte tiahuanacota. La estela "El Fraile" no está adornada, es una pieza labrada en arenisca veteada, mostrando un enigmático personaje que lleva un báculo y un keru en las manos; porta una faja ventral donde se aprecian algunas huellas en relieve de cangrejos.

### Putuni
Llamada también «Putuputuni» (del aimara: Putuputuni ‘lugar donde hay huecos’), se conoce también como el «Palacio de los Sarcófagos», se cree que este lugar fue el lugar de entierro de las altas personalidades tiahuanacotas. Presenta una planta rectangular, con una plataforma de 1,20 m de alto. En los muros interiores se encuentran cámaras funerarias con acceso al patio central. Es notable en estas cámaras el sistema de cerramiento, consistente en una puerta corrediza de piedra que se desliza al ser humedecido el piso.
La entrada muestra rebajes escalonados que terminan en un pórtico (hoy desmantelado). En la parte oeste de la plataforma y a una profundidad de unos dos metros existen canales matrices que probablemente servían para evacuar aguas servidas y que conformaban uno de los más perfectos sistemas de alcantarillado.

### Pumapunku

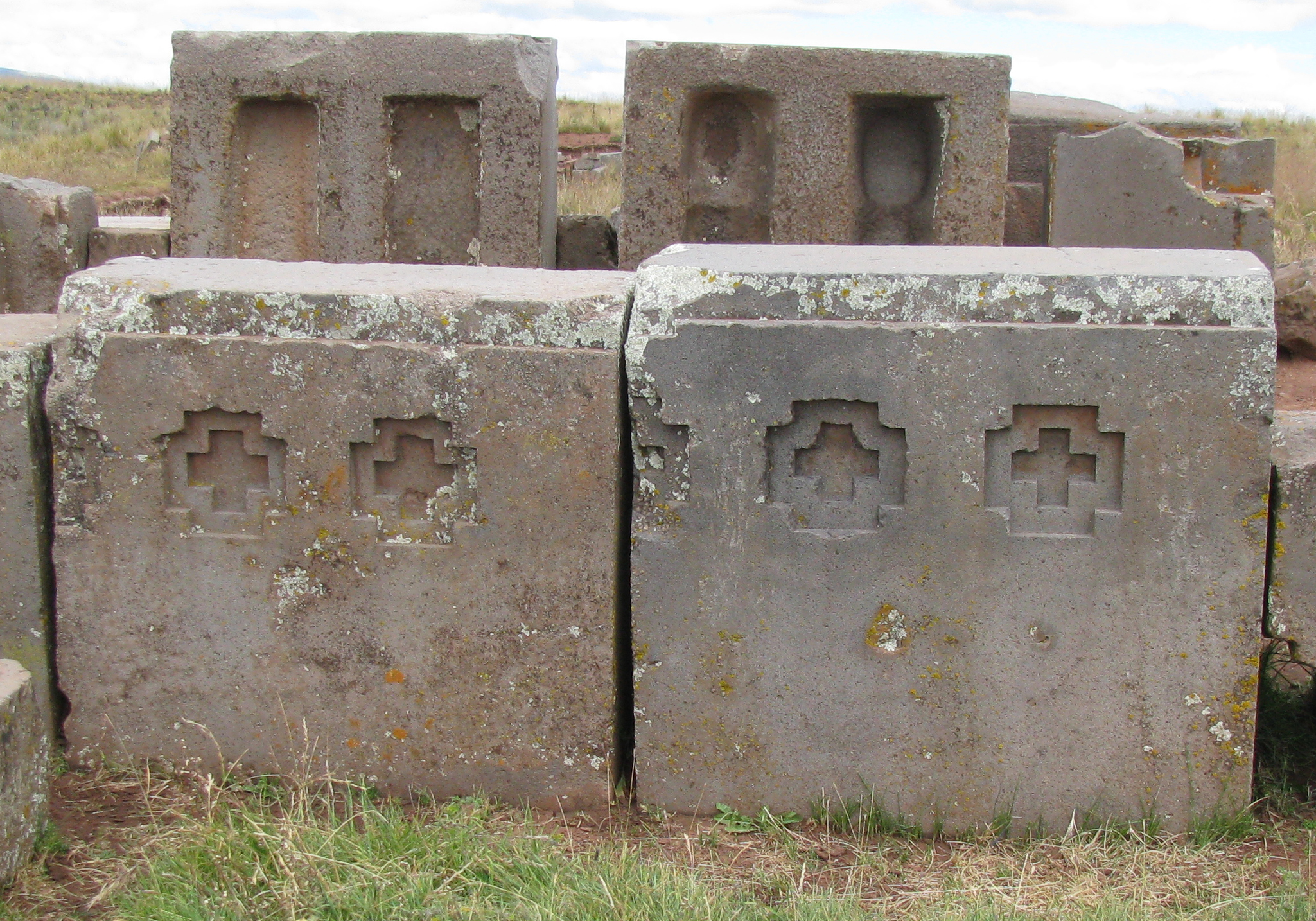
Detalle de las ruinas de Puma Punku o "puerta del puma".

Pumapunku es un área aproximada de dos hectáreas; se trata de una estructura piramidal a base de tres plataformas conformadas mediante sillares labrados, la planta es rectangular con dos aletas que se extienden de norte a sur en su sector este.
Esta edificación se erigió al finalizar el período clásico de Tiahuanaco, puesto que la técnica es mucho más depurada y evolucionada que el de otras construcciones, destacando el impecable manejo del material lítico.
En la parte superior de esta monumental edificación, se halla un pequeño templete con sus respectivos canales de desagüe. Hacia el oeste se observan los restos de lo que fue una escalinata de acceso. El recinto principal se halla en el sector noroeste, que aún tiene restos de una estructura ciclópea probablemente conformada por cuatro habitaciones, cada una de ellas con portadas talladas en andesita, similares a la Puerta del Sol.
Sobresale en este recinto ceremonial la presencia de grapas y anillos de cobre arsenical utilizados para la unión de los elementos constructivos, tanto en el sistema de canales de drenaje como en el refuerzo de las plataformas. El piso circundante al templo fue hecho con una capa de arcilla coloreada con ocre rojizo.
Este colosal monumento fue objeto de un saqueo inmisericorde desde la época de los incas, hasta la colonia y la República.

### Pokotia
Pokotia está situado a dos kilómetros de Tiahuanaco. En el siglo XX, se encontró el enigmático Monolito de Pokotia, que ahora se encuentra en el Museo de metales preciosos de La Paz.

## Principales monumentos

### Puerta del Sol

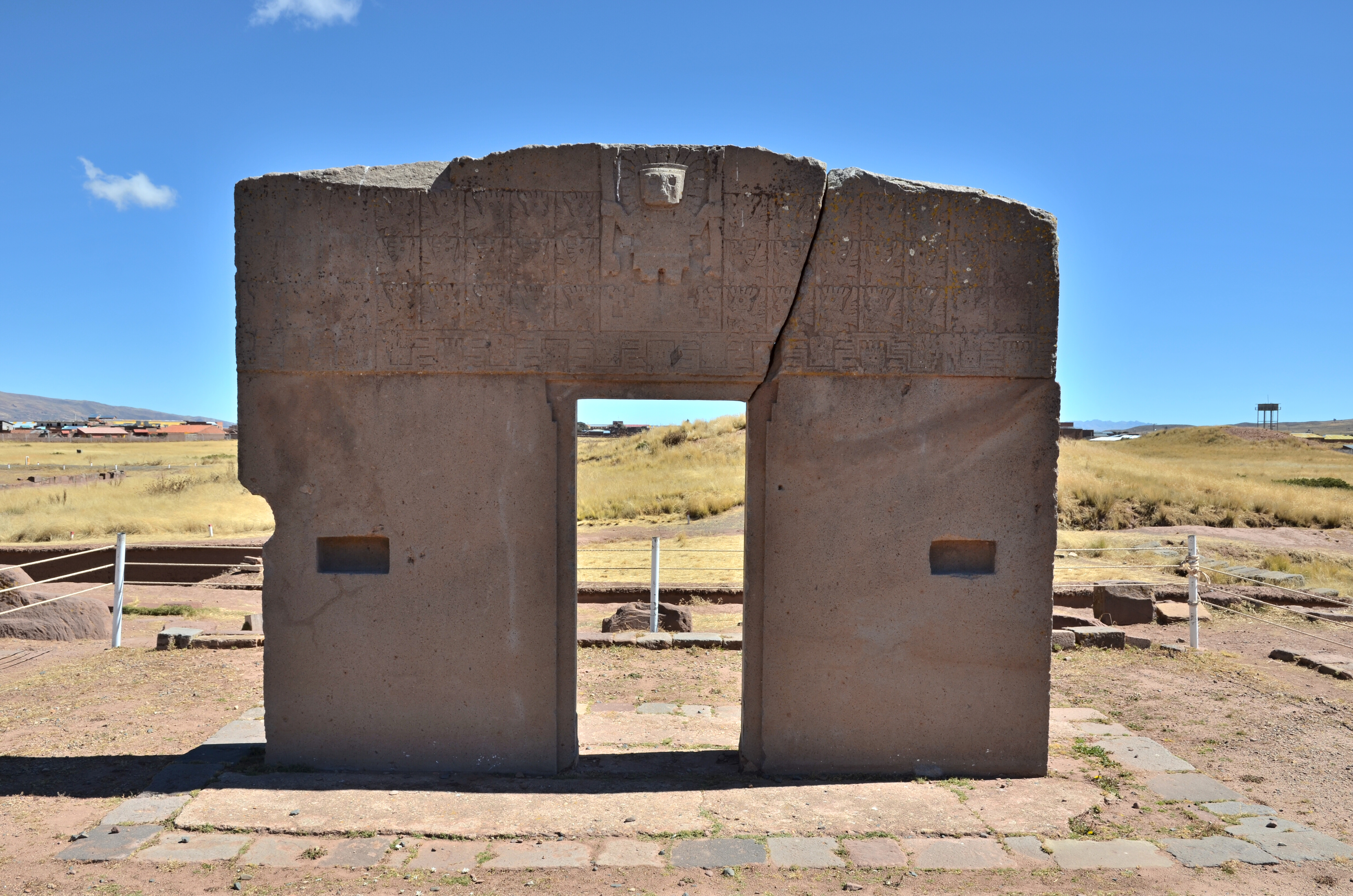
Vista anterior de la Puerta del Sol.

La Puerta del Sol es una escultura monolítica en piedra andesita que en el pasado formó parte de otra estructura mayor, posiblemente ligada a Kalasasaya o Akapana. Esta hipótesis se basa en su diseño y estructura, además de poseer orificios y rebajes que hacen pensar que encajaba en travesaños; todo esto sumado a los entrabes laterales hacen suponer que esta escultura encajaba en algún templo o construcción más grande.
La Puerta del Sol tiene 3 m de alto por 4 de ancho, y pesa aproximadamente 10 toneladas.
En su decoración, sobresale la figura principal de un personaje en alto relieve denominado "Señor de los báculos", alrededor de este se encuentran 48 figuras en bajo relieve representando seres alados y hombres arrodillados. También destacan los "trompeteros" debajo de los seres alados; existen teorías que afirman que estos trompeteros marcan los movimientos solares, por lo que la puerta del sol sería un calendario solar.

### Puerta de la Luna

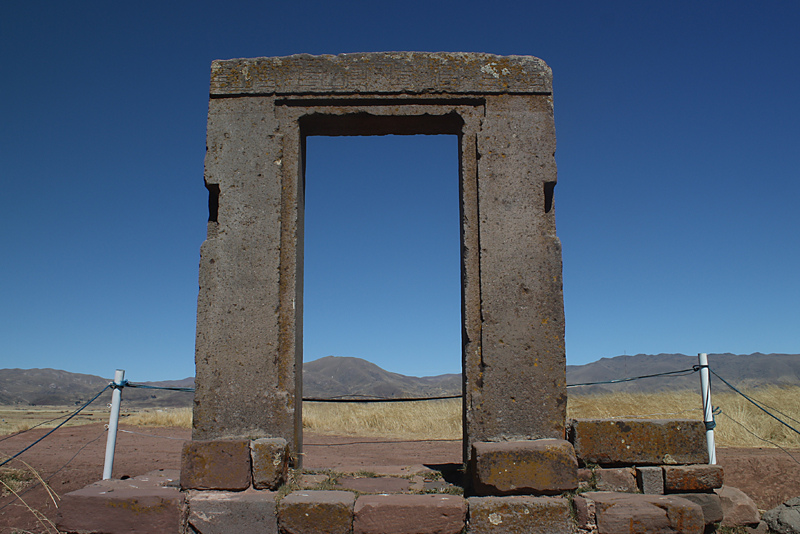
Puerta de la Luna.

La Puerta de la Luna es un monumento de 2,23 metros de alto y 23 centímetros de espesor. Se trata de un arco monolítico en piedra andesita que presenta relieves en alto y bajo relieve. Los motivos que presenta son zoomorfos similares a los de la Puerta del Sol, pero con cabeza de puma y boca de pez, y no cabezas de aves como en la portada del sol.
Al parecer, la Puerta de la Luna se ubicaba al ingreso del cementerio y fue trasladada a su actual ubicación, en una elevación cerca al Putuni.
Está orientada según los puntos cardinales: así, todos los solsticios (el 21 de diciembre y el 21 de junio) el Sol sale por la puerta o por uno de los extremos de ella.

### Monolito Ponce

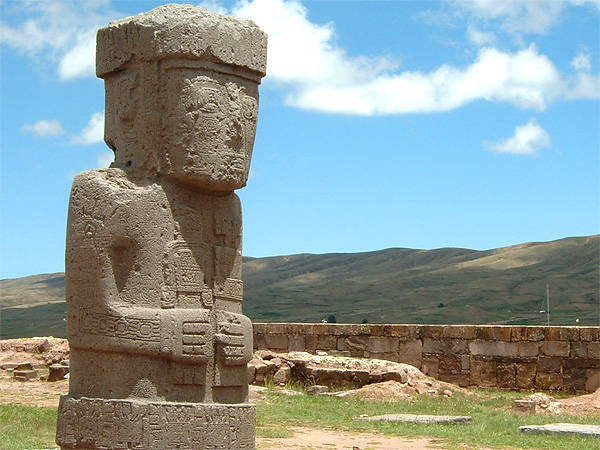
Detalle del Monolito Ponce.

El Monolito Ponce es una escultura de un solo bloque de andesita que representa a un varón en posición vertical y cubierto por abundante iconografía en bajo relieve. Debe su nombre al arqueólogo boliviano Carlos Ponce Sanginés, quien lo desenterrara y descubriera que el monolito tenía una cruz tallada en el hombro derecho, por lo cual se sabe que la escultura fue conocida por los colonizadores españoles en el siglo XVI, pero dejada en el olvido hasta su descubrimiento en 1964.
La escultura se encuentra al interior del templo de Kalasasaya, es antropomorfa y representa a un personaje de pie; la escultura destaca por la abundante iconografía tallada en bajorrelieve.
La estructura tiene 3 metros de altura y el personaje fue representado descalzo, además de llevar un faldellín con 5 bandas de las cuales 4 están adornadas con figuras geométricas. Sus ojos son cuadrados y su nariz en forma de "T", con orejas talladas en alto relieve. De sus ojos bajan lágrimas que terminan en una cabeza de pez. El personaje lleva un gorro del cual caen unas cintas que terminan cabezas similares a la portada del sol.
Destacan en su cuerpo bajorrelieves representando plumas, cóndores y figuras escalonadas, a su vez lleva un cetro que termina, por ambos lados, una cabeza de pez (la Puerta del Sol o de la Luna).

### Monolito Fraile

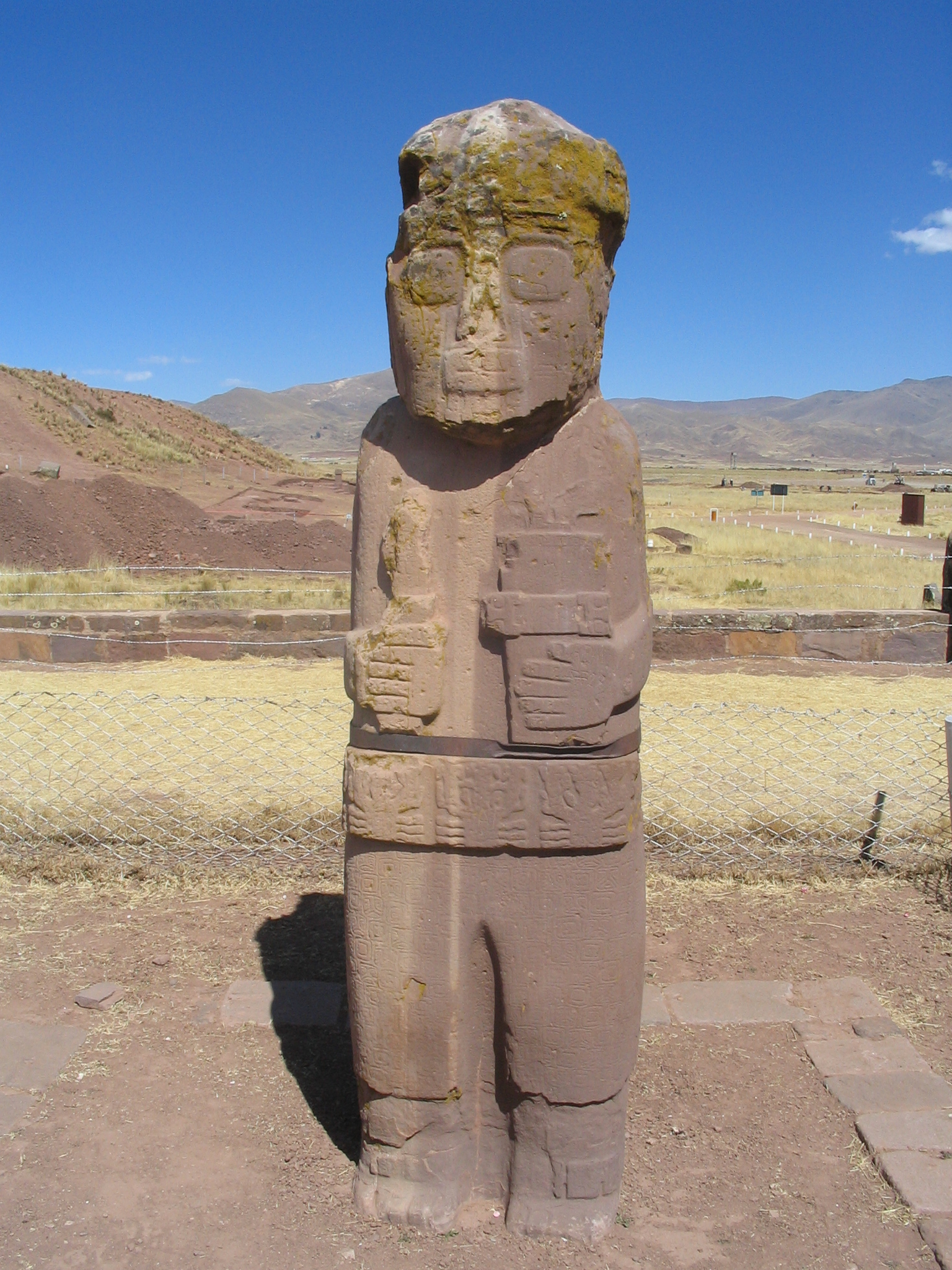
Monolito Fraile

El monolito Fraile es una escultura en arenisca veteada que representa a un personaje parado llevando un báculo y un k'ero, por esta razón se le denominó fraile.
La escultura tiene 3 metros de altura y el personaje destaca por poseer un vientre abultado, rostro rectangular, ojos cuadrados, una banda en la cabeza y un cinturón con plantas. Al igual que el monolito Ponce, también posee lágrimas.
El grado de degradación de la escultura es notorio, por lo que gran parte de su iconografía se encuentra en peligro debido al clima de la región.

### Monolito Bennett
El Monolito Bennett, también conocido como Estela o Monolito Pachamama o Estela 10, es el monumento más grande que ha sido hallado dentro del Complejo Arqueológico Monumental de Tiahuanaco, y fue encontrado al interior del Templo subterráneo. Mide 7,30 metros de alto por 1,20 de ancho. Está tallado en un solo bloque de 18,5 toneladas de peso.

## Imágenes de primeras excavaciones arqueológicas

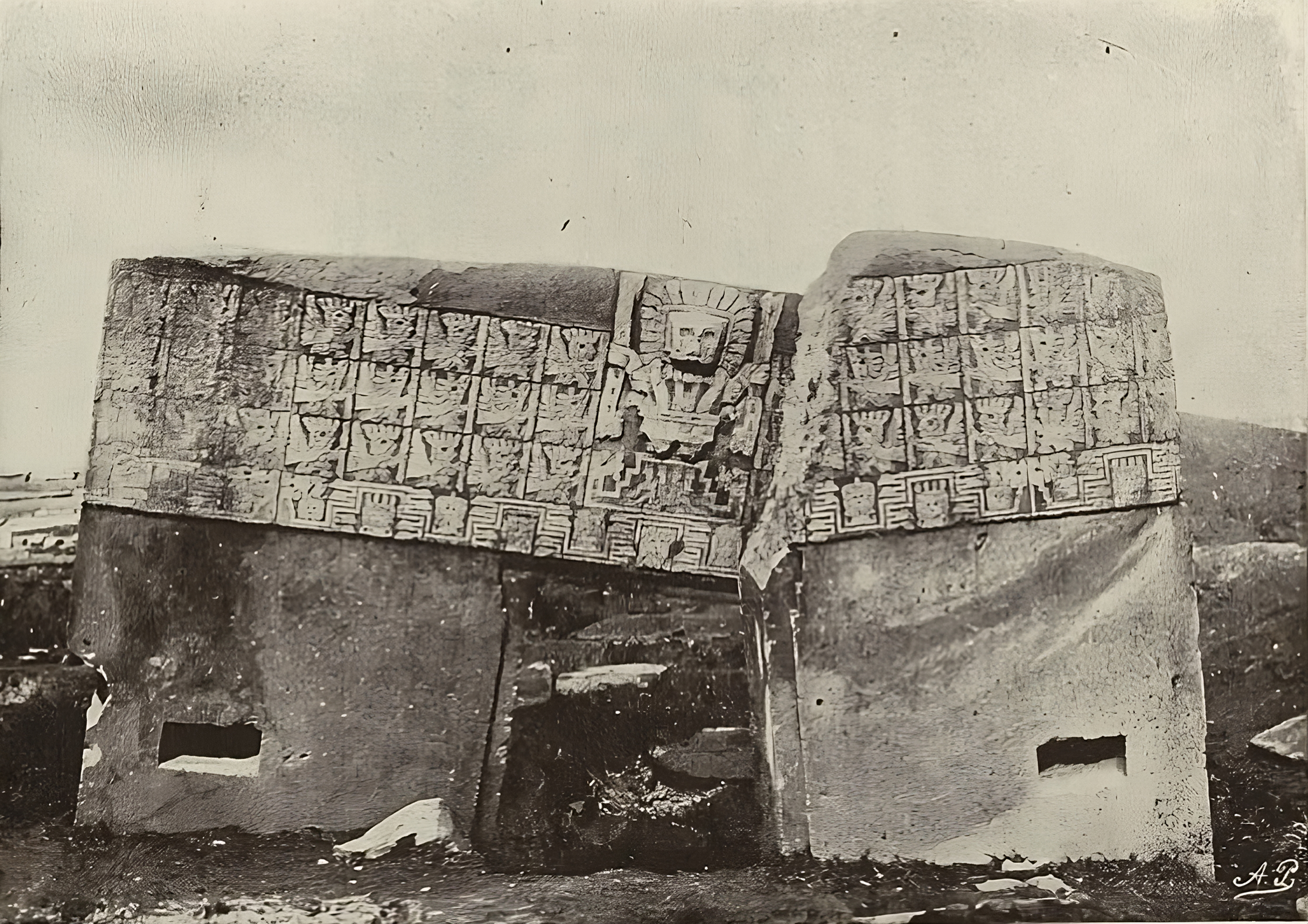
Puerta del Sol (1903).
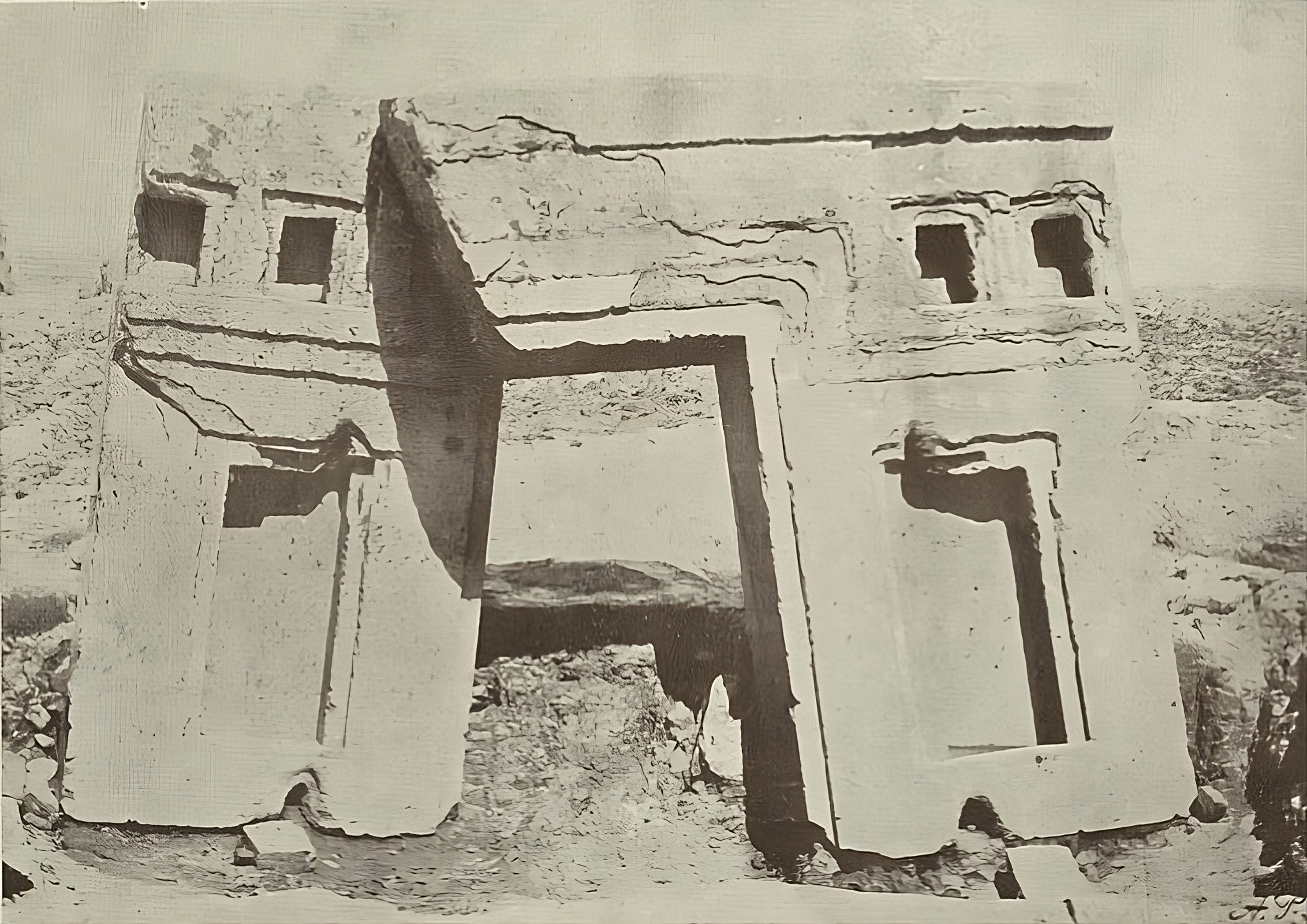
Vista posterior de la Puerta del Sol (1903).
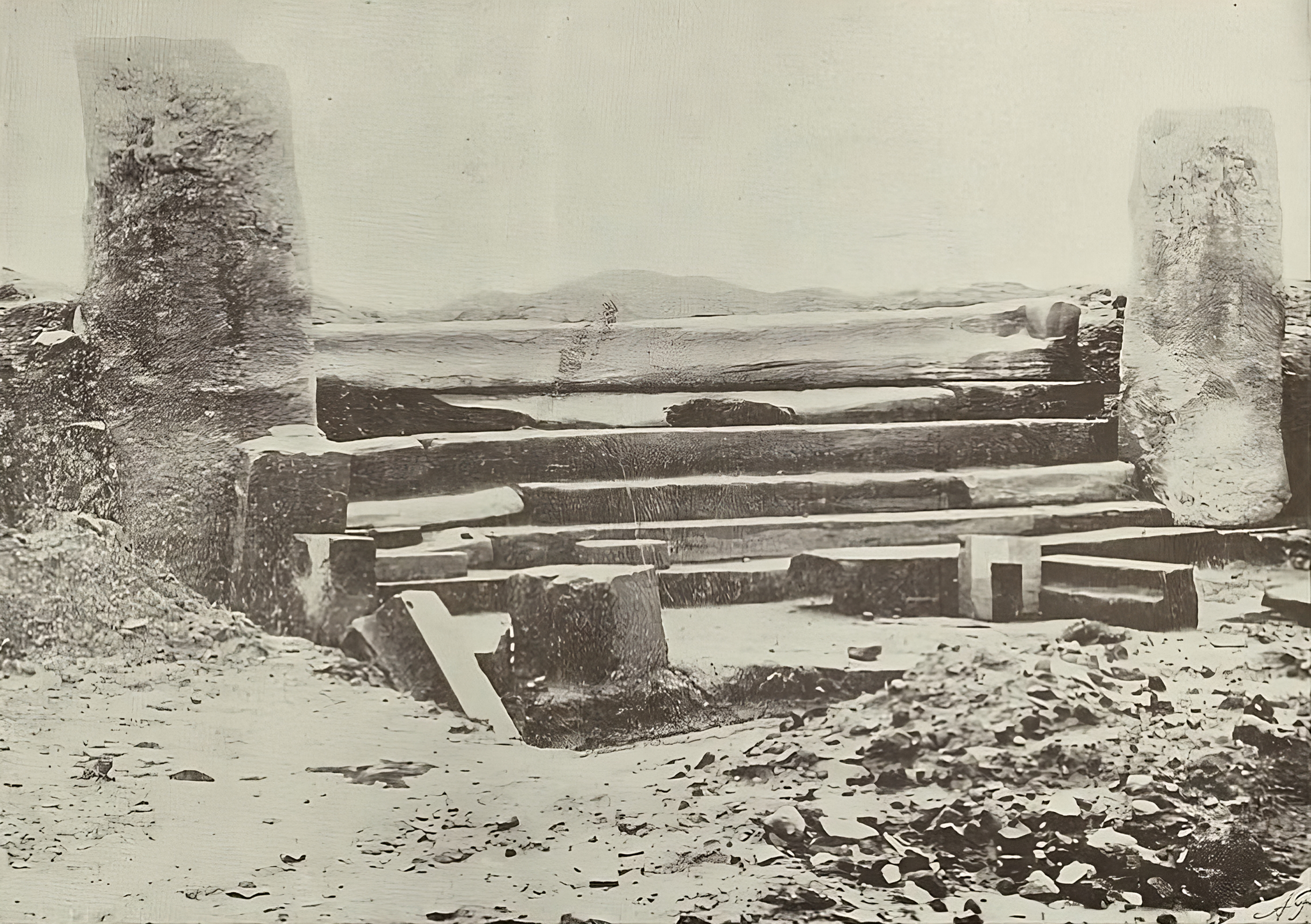
Escalinata de Kalasasaya (1903).
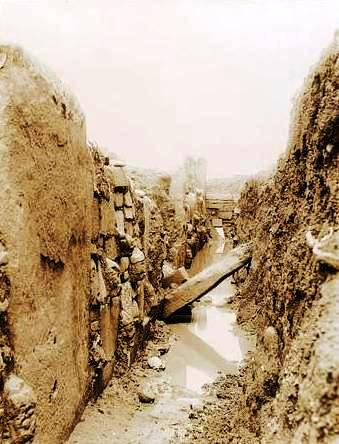
templete semisubterráneo (1903).

## Patrimonio Cultural de la Humanidad
El año 1999, el gobierno boliviano postuló para que Tiwanaku sea declarado por la Organización de las Naciones Unidas para la Educación, la Ciencia y la Cultura (UNESCO) como un Patrimonio Cultural de la Humanidad.
Los argumentos del Viceministerio de Cultura de Bolivia fueron los siguientes:
1. Es el símbolo de la nacionalidad boliviana: Bolivia es el heredero de este imperio.
2. Tiene importancia en Sudamérica: durante aproximadamente 3000 años, tuvo gran importancia en el desarrollo cultural de los territorios de Perú, Chile, Argentina y Bolivia.
3. Tiene importancia a nivel mundial: investigadores de todo el mundo descubren importantes características de la cultura y sociedad de Tiwanaku, con gran influencia mundial.
4. Tiene importancia turística: es una gran atracción para Bolivia y el continente.
5. Contribución a la humanidad: una de sus máximas contribuciones fue "la papa" y su sistema de agricultura en camellones.
6. Estado actual de conservación: dada su importancia urge su preservación y conservación.
7. Comparación con otros sitios: como el de Teotihuacán.
8. Autenticidad de Tiwanaku: su autenticidad es única.
9. Porque la sociedad boliviana lo pide: Tiwanaku es un testimonio viviente del milenario origen de la Nación Aimara.

El 2 de diciembre de 2000 la UNESCO inscribe con el nombre de "Tiwanaku: centro espiritual y político de la cultura Tiwanaku" en la lista de Patrimonio Cultural de la Humanidad, "por el excepcional valor arqueológico y cultural que poseen las ruinas líticas de la ciudad de Tiwanaku, desde donde un grupo humano contribuyó decisivamente en la investigación y desarrollo de tecnologías de construcción, agricultura, crianza de ganado, tejido de fibras vegetales y animales".
El 2019, el Ministerio de Culturas de Bolivia presentó a la UNESCO un Plan Integral de Preservación y Conservación de los bienes arqueológicos y líticos del complejo de Tiahuanaco con el objetivo de controlar, minimizar daños, revertir efectos y prolongar la esperanza de vida de las estructuras patrimoniales.